# Jesús Castillo
Jesús Abdallah Castillo Molina (* 11. červnau 2001 Callao) je peruánský fotbalista působící na postu ofenzivního záložníka. Je technicky dobře vybaveným hráčem, který nahrává na branky a umí také zakončovat z druhé vlny.
S profesionálním fotbalem začínal v roce 2020 v Club Sporting Cristal.
V peruánské fotbalové reprezentaci debutoval v roce 2022.